# New Westminster Royals
New Westminster Royals byl profesionální kanadský klub ledního hokeje, který sídlil v New Westminsteru v provincii Britská Kolumbie. V letech 1912–1914 působil v profesionální soutěži Pacific Coast Hockey Association. Své domácí zápasy odehrával ve Vancouveru v hale Denman Arena s kapacitou 10 500 diváků.
V roce 1914 byla frančíza přestěhována do Portlandu s nadějí na zlepšení ekonomické stránky klubu.

## Umístění v jednotlivých sezonách
Stručný přehled
Zdroj: 
- 1912–1914: Pacific Coast Hockey Association

Jednotlivé ročníky
Zdroj: 
Legenda: Z - zápasy, V - výhry, VP - výhry v prodloužení, R - remízy, P - porážky, PP - porážky v prodloužení, VG - vstřelené góly, OG - obdržené góly, +/- - rozdíl skóre, B - body, KPW - Konference Prince z Walesu, CK - Campbellova konference, ZK - Západní konference, VK - Východní konference, fialové podbarvení - reorganizace, změna skupiny či soutěže
| USA / Kanada (1912 – 1914) |      |        |    |   |    |   |    |   |    |    |     |    |        |          |
| Sezóny                     | Liga | Úroveň | Z  | V | VP | R | PP | P | VG | OG | +/- | B  | Pozice | Play-off |
| 1912                       | PCHA | –      | 15 | 9 | –  | 0 | –  | 6 | 78 | 77 | +1  | 18 | 1.     | –        |
| 1912/13                    | PCHA | –      | 15 | 6 | –  | 0 | –  | 9 | 67 | 74 | -7  | 12 | 3.     | –        |
| 1913/14                    | PCHA | –      | 16 | 7 | –  | 0 | –  | 9 | 75 | 81 | -6  | 14 | 2.     | –        |